# Katholische Pfarrkirche Weißbriach

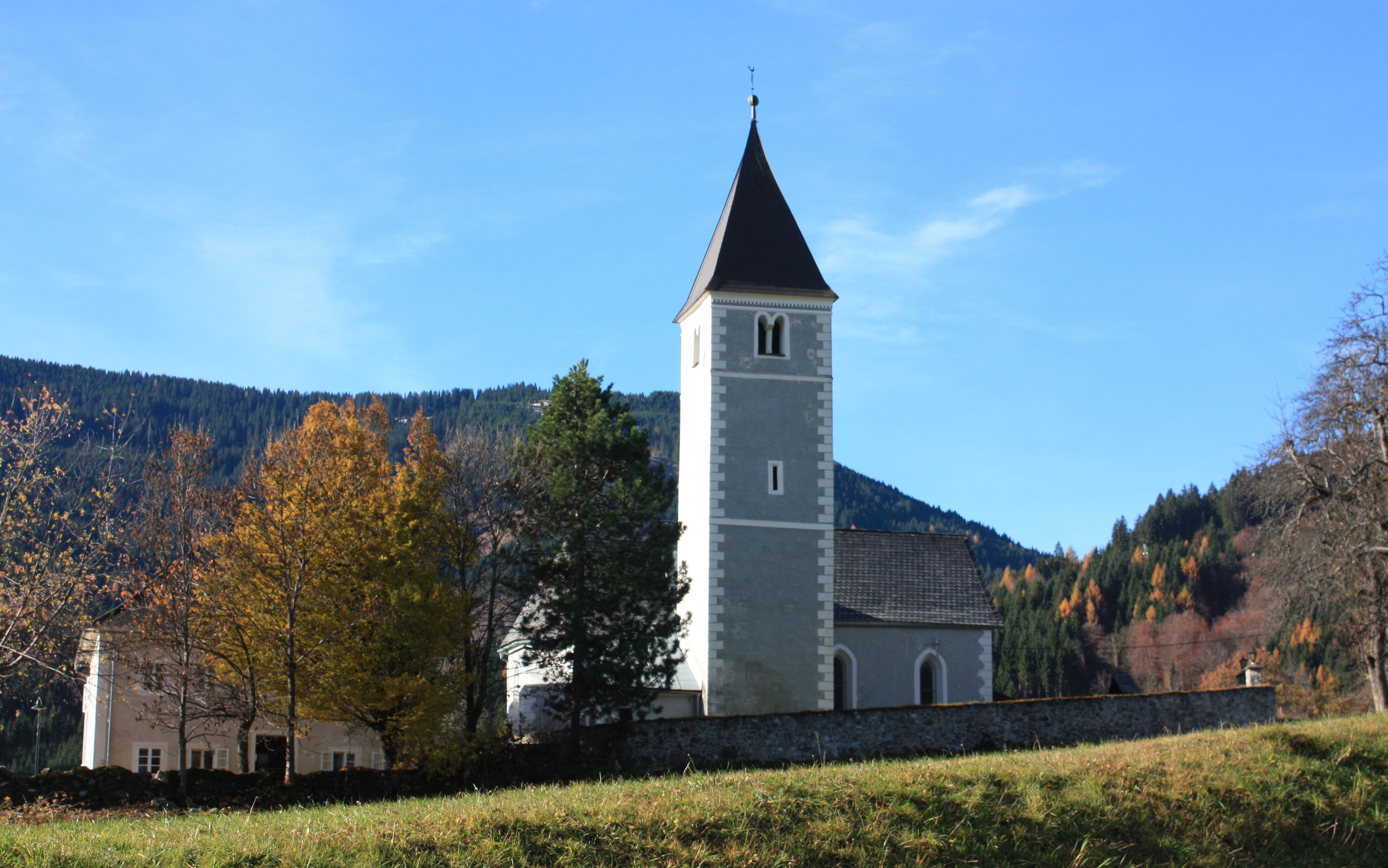
Pfarrkirche Weißbriach

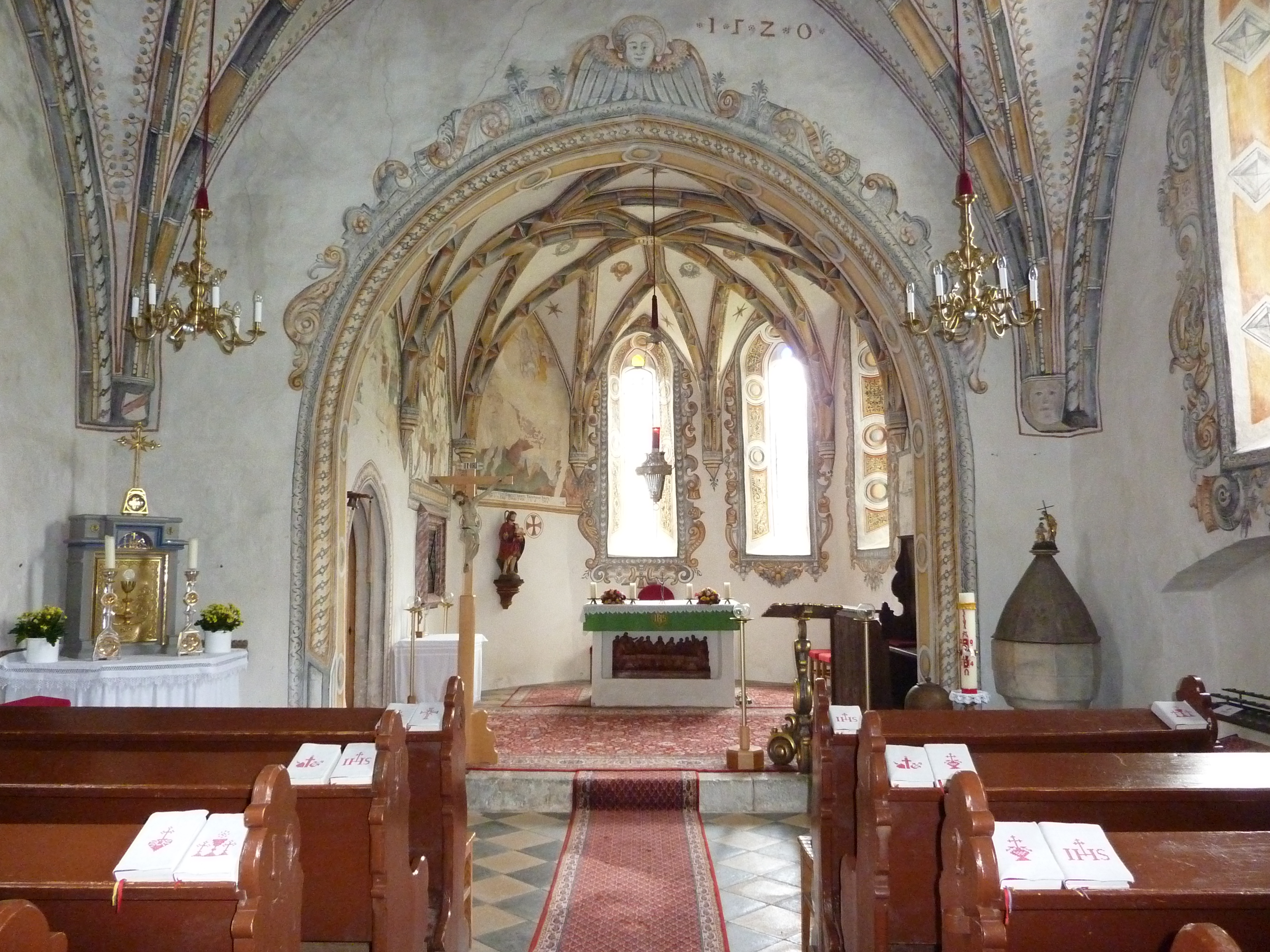
Das Innere der Pfarrkirche Weißbriach

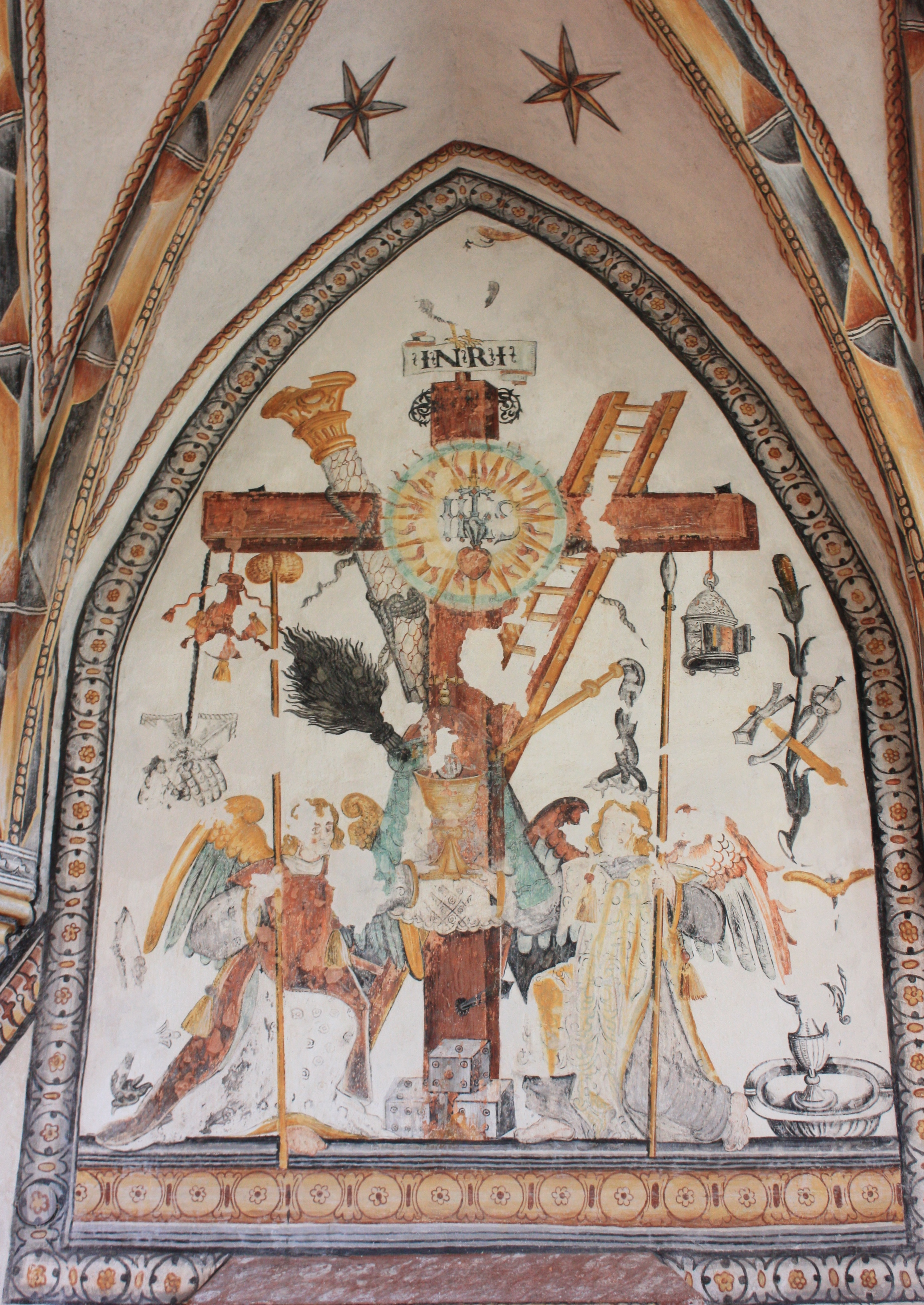
Fresko: Engel zeigen die Leidenswerkzeuge Christi

Die katholische Pfarrkirche im Westen von Weißbriach ist Johannes dem Täufer geweiht.

## Geschichte
Die spätgotische Kirche wurde erstmals 1331 in einem Urbar von Hermagor erwähnt.
Über die Weihe zweier Altäre am 26. Oktober 1485 wurde von Paolo Santonino berichtet.
1751 wurde Weißbriach ein ständig mit einem Priester besetztes Vikariat.
Im Jahre 1751 wurden Weißbriach und das Weißenseegebiet vom Görzer Bischof Karl Michael von der Pfarre Hermagor abgetrennt und zur eigenen Pfarre erhoben.
Die Kirche wurde 1963 restauriert, bei einer weiteren Außenrestaurierung 1992 wurde die Architekturpolychromie aus dem 16. Jahrhundert teilweise freigelegt.

## Außenansicht
Der einjochige Chor mit 3/8-Schluss ist etwas niedriger als das Langhaus und südlich aus der Achse verschoben. Der dreigeschoßige Kirchturm hat je zwei Spitzbogen- und zwei Biforenschallfenster und ist mit einem Pyramidenhelm bekrönt. Die älteste Glocke stammt aus dem 15. oder 16. Jahrhundert. Zwischen Chor und Turm befindet sich ein barocker Sakristeianbau. Das erneuerte Westportal wird von einer Pfeilervorhalle überdacht. Im Langhaus und im Chor hat das Kirchengebäude Lanzettfenster, wobei in den Chorschlussfenstern die ursprünglichen Maßwerknasen von außen noch sichtbar sind.

## Innenausstattung
Im dreijochigen Langhaus erstreckt sich über gekehlten Wandpfeilern mit Rundvorlagen und Kapitellringen ein Sternrippengewölbe. Im Westjoch fehlen aber Rippen und Wandpfeiler. Die hölzerne Orgelempore stammt aus dem Barock, die Orgel wurde um 1700 geschaffen.
Im östlichen Langhausjoch befindet sich südseitig eine chorbogenförmige, niedrige Wandnische.
Ein rundbogiger, gekehlter Triumphbogen trennt das Langhaus vom Chor.
Im Chor erstreckt sich ein Sternrippengewölbe über Konsolen. Das Sakristeiportal mit Spitzbogen steht nordseitig im Vorjoch, daneben ist ein Sakramentshäuschen mit originalem Gitter.

### Wandmalereien
Das Gemälde in der nördlichen Chorwandlünette über dem Sakristeiportal zeigt die Taufe Christi und stammt aus dem Jahre 1616. Um 1620 wurde das Gemälde mit ornamentaler Rahmung über der Sakramentsnische geschaffen. Es zeigt ein Kreuz mit Engeln, die die Leidenswerkzeuge Christi präsentieren. Die Auferstehung zeigt das mit 1622 bezeichnete Gemälde an der nördlichen Chorschräge. An der südlichen Chorwandlünette zeigt das Fresko das Gastmahl des Herodes mit Salome, der das Haupt des Johannes gebracht wird. Darüber ist die Kreuzigung mit Stifterfiguren zu sehen. Die Engel und Sterne in den Gewölbefeldern wurden um 1600 geschaffen.